# A. S. Mike Monroney

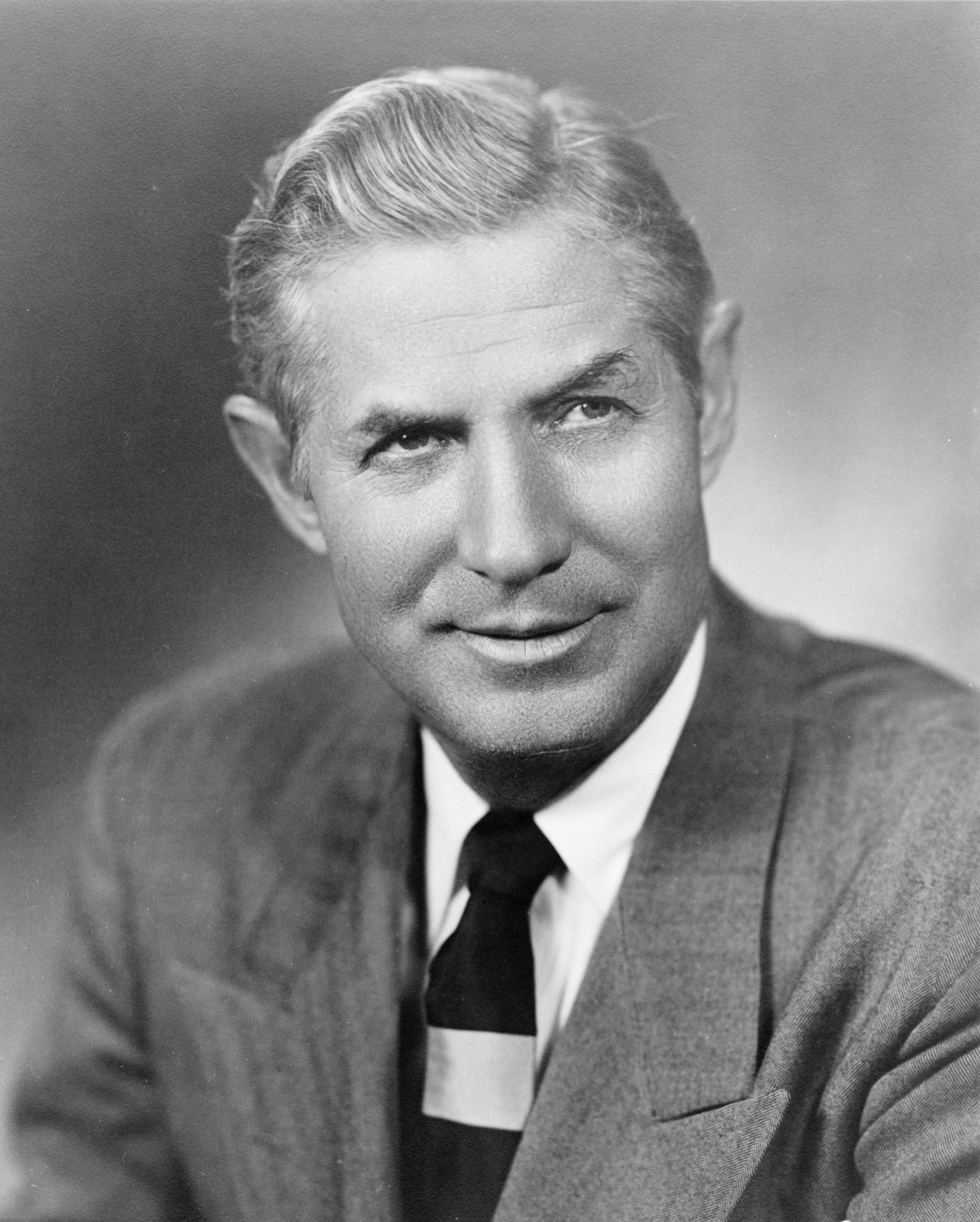
Mike Monroney

Almer Stillwell Mike Monroney (* 2. März 1902 in Oklahoma City, Oklahoma; † 13. Februar 1980 in Rockville, Maryland) war ein US-amerikanischer Politiker, der den Bundesstaat Oklahoma in beiden Kammern des Kongresses vertrat.

## Leben
Mike Monroney absolvierte die University of Oklahoma, an der er im Jahr 1924 seinen Abschluss in Politikwissenschaften erlangte. Er fand danach Anstellung als Kolumnist und politischer Analytiker bei der Tageszeitung Oklahoma News, für die er bis 1928 arbeitete. Durch persönliche Kontakte wurde er 1928, im Alter von erst 26 Jahren, Präsident einer Möbelwarenkette.
1938 kandidierte er für die Demokratische Partei für einen Sitz im Repräsentantenhaus der Vereinigten Staaten, dem er in Folge vom 3. Januar 1939 bis zum 3. Januar 1951 angehörte. Zu seinen nachhaltigsten politischen Erfolgen zählt die Ratifizierung des Legislative Reorganization Act, der im August 1946 ratifiziert wurde und durch den die heutige Gesetzgebung des Kongresses ermöglicht wurde. 1950 gab er seine Absicht bekannt, für einen Sitz im Senat der Vereinigten Staaten zu kandidieren. Monroneys erfolgreiche Wahl im Herbst desselben Jahres ebnete ihm den Weg in die Zweite Parlamentskammer des Kongresses; er trat sein Amt am 3. Januar 1951 an.
Unter Monroneys Mitwirken kam im Jahr 1958 der Federal Aviation Act of 1958 zur Ratifizierung, der die Gründung der Luftfahrtbehörde Federal Aviation Administration (FAA) zur Folge hatte. Für seine Verdienste um die Luftfahrt im Speziellen wurde Monroney 1961 mit der Wright Brothers Memorial Trophy sowie 1964 mit dem Tony Jannus Award ausgezeichnet. Bei der Präsidentschaftswahl des Jahres 1952 war  Monroney kurzzeitig als Vizepräsidentschaftskandidat von Adlai Ewing Stevenson im Gespräch; doch war Monroney außerhalb Oklahomas kaum bekannt, so dass sich Stevenson für den Senator aus Alabama, John Jackson Sparkman, als Running Mate entschied. Die acht Wahlmännerstimmen aus Oklahoma gingen an den Wahlsieger Dwight D. Eisenhower. Am 3. Januar 1969 schied Monroney aus dem Senat aus. Er ließ sich in Washington, D.C. nieder und arbeitete als Luftfahrtsexperte und Unternehmensberater.
Mike Monroney war mit Mary Ellen Mellon verheiratet, der Tochter eines Bankers. Er war Vater eines Sohnes, Michael Monroney, sowie vierfacher Großvater. Nach seinem Tod im Februar 1980 wurde seine Asche zum Teil auf dem Mike Monroney Aeronautical Center verstreut. Sein Enkel Jack Quinn arbeitete unter Bill Clinton als Rechtsberater des Weißen Hauses.